# Lagtävling i konståkning vid olympiska vinterspelen 2014
Lagtävlingen i konståkning vid olympiska vinterspelen 2014 hölls i Iceberg skridskopalats mellan den 6 och 9 februari 2014. Det var första gången som man tävlade i lagtävling i konståkning vid OS. Tävlingen bestod av fyra korta program (par, isdans, herr och dam) samt fyra fria program (par, isdans, herr och dam).

## Schema
| Datum      | Tid   | Omgång                 |
| ---------- | ----- | ---------------------- |
| 6 februari | 19:30 | Kort program - par     |
| 6 februari | 19:30 | Kort program - herr    |
| 8 februari | 18:30 | Kort program - isdans  |
| 8 februari | 18:30 | Kort program - dam     |
| 8 februari | 18:30 | Fritt program - par    |
| 9 februari | 19:30 | Fritt program - herr   |
| 9 februari | 19:30 | Fritt program - isdans |
| 9 februari | 19:30 | Fritt program - dam    |

## Resultat

### Korta program

#### Damer
| Pl. | Namn               | Nation         | TSP   | TP    | PPK   | ST   | Ö    | PU   | K    | IN   | A     | Nr | Poäng |
| --- | ------------------ | -------------- | ----- | ----- | ----- | ---- | ---- | ---- | ---- | ---- | ----- | -- | ----- |
| 1   | Julia Lipnitskaja  | Ryssland       | 72,90 | 39,39 | 33,51 | 8,43 | 8,07 | 8,43 | 8,54 | 8,43 | 0,00  | 8  | 10    |
| 2   | Carolina Kostner   | Italien        | 70,84 | 35,92 | 34,92 | 8,64 | 8,36 | 8,86 | 8,75 | 9,04 | 0,00  | 10 | 9     |
| 3   | Mao Asada          | Japan          | 64,07 | 31,25 | 33,82 | 8,54 | 8,14 | 8,39 | 8,50 | 8,71 | −1,00 | 9  | 8     |
| 4   | Ashley Wagner      | USA            | 63,10 | 32,16 | 30,94 | 7,86 | 7,46 | 7,68 | 7,75 | 7,93 | 0,00  | 7  | 7     |
| 5   | Kaetlyn Osmond     | Kanada         | 62,54 | 33,86 | 28,68 | 7,04 | 6,96 | 7,21 | 7,18 | 7,46 | 0,00  | 1  | 6     |
| 6   | Maé Bérénice Méité | Frankrike      | 55,45 | 29,75 | 25,70 | 6,46 | 6,18 | 6,43 | 6,43 | 6,64 | 0,00  | 6  | 5     |
| 7   | Zhang Kexin        | Kina           | 54,58 | 31,75 | 22,83 | 6,04 | 5,39 | 5,71 | 5,79 | 5,61 | 0,00  | 2  | 4     |
| 8   | Natalia Popova     | Ukraina        | 53,44 | 27,95 | 25,49 | 6,54 | 6,11 | 6,30 | 6,32 | 6,39 | 0,00  | 4  | 3     |
| 9   | Nathalie Weinzierl | Tyskland       | 52,16 | 28,21 | 24,95 | 6,36 | 5,93 | 6,25 | 6,29 | 6,36 | −1,00 | 5  | 2     |
| 10  | Jenna McCorkell    | Storbritannien | 50,09 | 26,48 | 23,61 | 5,93 | 5,57 | 6,11 | 5,86 | 6,04 | 0,00  | 3  | 1     |

#### Herrar
| Pl. | Namn                     | Nation         | TSP   | TP    | PPK   | ST   | Ö    | PU   | K    | IN   | A     | Nr | Poäng |
| --- | ------------------------ | -------------- | ----- | ----- | ----- | ---- | ---- | ---- | ---- | ---- | ----- | -- | ----- |
| 1   | Yuzuru Hanyu             | Japan          | 97,98 | 52,55 | 45,43 | 9,18 | 8,96 | 9,11 | 9,04 | 9,14 | 0,00  | 10 | 10    |
| 2   | Jevgenij Plusjenko       | Ryssland       | 91,39 | 48,18 | 43,21 | 8,75 | 7,93 | 8,96 | 8,64 | 8,93 | 0,00  | 4  | 9     |
| 3   | Patrick Chan             | Kanada         | 89,71 | 44,03 | 45,68 | 9,21 | 9,11 | 9,00 | 9,11 | 9,25 | 0,00  | 9  | 8     |
| 4   | Yan Han                  | Kina           | 85,52 | 46,59 | 38,93 | 8,14 | 7,50 | 7,68 | 7,79 | 7,82 | 0,00  | 7  | 7     |
| 5   | Florent Amodio           | Frankrike      | 79,93 | 40,86 | 39,07 | 7,93 | 7,18 | 8,11 | 7,71 | 8,14 | 0,00  | 8  | 6     |
| 6   | Peter Liebers            | Tyskland       | 79,61 | 43,50 | 36,11 | 7,29 | 7,07 | 7,18 | 7,32 | 7,25 | 0,00  | 6  | 5     |
| 7   | Jeremy Abbott            | USA            | 65,65 | 27,22 | 39,43 | 8,00 | 7,75 | 7,64 | 8,11 | 7,93 | −1,00 | 5  | 4     |
| 8   | Jakov Godorozja          | Ukraina        | 60,51 | 32,26 | 28,25 | 5,82 | 5,46 | 5,68 | 5,61 | 5,68 | 0,00  | 3  | 3     |
| 9   | Matthew Parr             | Storbritannien | 57,40 | 29,71 | 27,69 | 5,68 | 5,36 | 5,61 | 5,54 | 5,50 | 0,00  | 1  | 2     |
| 10  | Paul Bonifacio Parkinson | Italien        | 53,94 | 28,08 | 27,86 | 5,71 | 5,11 | 5,68 | 5,57 | 5,79 | −2,00 | 2  | 1     |

#### Par
| Pl. | Namn                               | Nation         | TSP   | TP    | PPK   | ST   | Ö    | PU   | K    | IN   | A     | Nr | Poäng |
| --- | ---------------------------------- | -------------- | ----- | ----- | ----- | ---- | ---- | ---- | ---- | ---- | ----- | -- | ----- |
| 1   | Tatjana Volosozjar / Maxim Trankov | Ryssland       | 83,79 | 45,10 | 38,69 | 9,57 | 9,39 | 9,68 | 9,86 | 9,86 | 0,00  | 10 | 10    |
| 2   | Meagan Duhamel / Eric Radford      | Kanada         | 73,10 | 41,30 | 31,80 | 7,86 | 7,96 | 8,00 | 7,96 | 7,96 | 0,00  | 8  | 9     |
| 3   | Peng Cheng / Zhang Hao             | Kina           | 71,01 | 40,97 | 30,04 | 7,61 | 7,29 | 7,54 | 7,50 | 7,61 | 0,00  | 5  | 8     |
| 4   | Stefania Berton / Ondřej Hotárek   | Italien        | 70,31 | 38,43 | 31,88 | 7,89 | 7,75 | 8,04 | 8,00 | 8,18 | 0,00  | 9  | 7     |
| 5   | Marissa Castelli / Simon Shnapir   | USA            | 64,25 | 34,99 | 29,26 | 7,32 | 7,11 | 7,39 | 7,32 | 7,43 | 0,00  | 6  | 6     |
| 6   | Maylin Wende / Daniel Wende        | Tyskland       | 60,82 | 33,80 | 27,02 | 6,79 | 6,50 | 6,89 | 6,71 | 6,89 | 0,00  | 4  | 5     |
| 7   | Vanessa James / Morgan Ciprès      | Frankrike      | 57,45 | 30,36 | 28,09 | 7,11 | 6,89 | 6,93 | 7,11 | 7,07 | −1,00 | 7  | 4     |
| 8   | Narumi Takahashi / Ryuichi Kihara  | Japan          | 46,56 | 25,13 | 21,43 | 5,50 | 5,04 | 5,39 | 5,50 | 5,36 | 0,00  | 1  | 3     |
| 9   | Julia Lavrentjeva / Juri Rudyk     | Ukraina        | 46,34 | 25,27 | 21,07 | 5,32 | 5,04 | 5,32 | 5,36 | 5,29 | 0,00  | 3  | 2     |
| 10  | Stacey Kemp / David King           | Storbritannien | 44,70 | 24,44 | 21,26 | 5,32 | 5,14 | 5,36 | 5,36 | 5,39 | −1,00 | 2  | 1     |

#### Isdans
| Pl. | Namn                                 | Nation         | TSP   | TP    | PPK   | ST   | Ö    | PU   | K    | IN   | A     | Nr | Poäng |
| --- | ------------------------------------ | -------------- | ----- | ----- | ----- | ---- | ---- | ---- | ---- | ---- | ----- | -- | ----- |
| 1   | Meryl Davis / Charlie White          | USA            | 75,98 | 37,07 | 38,91 | 9,64 | 9,54 | 9,86 | 9,75 | 9,82 | 0,00  | 10 | 10    |
| 2   | Tessa Virtue / Scott Moir            | Kanada         | 72,98 | 35,22 | 37,76 | 9,36 | 9,36 | 9,50 | 9,46 | 9,50 | 0,00  | 9  | 9     |
| 3   | Ekaterina Bobrova / Dmitrij Solovjev | Ryssland       | 70,27 | 34,22 | 36,05 | 9,00 | 8,75 | 9,18 | 8,89 | 9,18 | 0,00  | 8  | 8     |
| 4   | Nathalie Péchalat / Fabian Bourzat   | Frankrike      | 69,15 | 34,50 | 34,65 | 8,64 | 8,54 | 8,82 | 8,64 | 8,68 | 0,00  | 6  | 7     |
| 5   | Anna Cappellini / Luca Lanotte       | Italien        | 64,92 | 31,00 | 33,92 | 8,39 | 8,29 | 8,54 | 8,61 | 8,54 | 0,00  | 7  | 6     |
| 6   | Nelli Zhiganshina / Alexander Gazsi  | Tyskland       | 58,04 | 29,78 | 28,26 | 7,11 | 6,71 | 7,39 | 7,21 | 6,93 | 0,00  | 4  | 5     |
| 7   | Penny Coomes / Nicholas Buckland     | Storbritannien | 52,93 | 24,01 | 29,92 | 7,36 | 7,29 | 7,57 | 7,57 | 7,57 | −1,00 | 5  | 4     |
| 8   | Cathy Reed / Chris Reed              | Japan          | 52,00 | 25,86 | 26,14 | 6,57 | 6,29 | 6,75 | 6,43 | 6,61 | 0,00  | 3  | 3     |
| 9   | Siobhan Heekin-Canedy / Dmitri Dun   | Ukraina        | 49,19 | 25,79 | 23,40 | 5,93 | 5,75 | 5,75 | 6,11 | 5,71 | 0,00  | 2  | 2     |
| 10  | Huang Xintong / Zheng Xun            | Kina           | 47,88 | 23,64 | 24,24 | 6,21 | 5,86 | 6,14 | 6,14 | 5,96 | 0,00  | 1  | 1     |

### Fria program

#### Damer
Damernas fria program vanns av Julia Lipnitskaja från Ryssland.
| Pl. | Namn              | Nation   | TSP    | TP    | PPK   | ST   | Ö    | PU   | K    | IN   | A     | Nr | Poäng |
| --- | ----------------- | -------- | ------ | ----- | ----- | ---- | ---- | ---- | ---- | ---- | ----- | -- | ----- |
| 1   | Julia Lipnitskaja | Ryssland | 141,51 | 71,69 | 69,82 | 8,64 | 8,43 | 8,86 | 8,82 | 8,89 | 0,00  | 5  | 10    |
| 2   | Gracie Gold       | USA      | 129,38 | 68,49 | 61,89 | 7,82 | 7,43 | 7,86 | 7,75 | 7,82 | 0,00  | 2  | 9     |
| 3   | Valentina Marchei | Italien  | 112,51 | 54,00 | 58,51 | 7,21 | 7,04 | 7,50 | 7,32 | 7,50 | 0,00  | 4  | 8     |
| 4   | Akiko Suzuki      | Japan    | 112,33 | 49,32 | 63,01 | 8,07 | 7,75 | 7,71 | 7,89 | 7,96 | 0,00  | 3  | 7     |
| 5   | Kaetlyn Osmond    | Kanada   | 110,73 | 54,53 | 57,20 | 7,11 | 6,89 | 7,25 | 7,21 | 7,29 | −1,00 | 1  | 6     |

#### Herrar
| Pl. | Namn                     | Nation   | TSP    | TP    | PPK   | ST   | Ö    | PU   | K    | IN   | A     | Nr | Poäng |
| --- | ------------------------ | -------- | ------ | ----- | ----- | ---- | ---- | ---- | ---- | ---- | ----- | -- | ----- |
| 1   | Jevgenij Plusjenko       | Ryssland | 168,20 | 81,48 | 86,72 | 8,75 | 7,54 | 9,14 | 8,79 | 9,14 | 0,00  | 4  | 10    |
| 2   | Kevin Reynolds           | Kanada   | 167,92 | 89,00 | 78,92 | 7,93 | 7,64 | 8,00 | 7,96 | 7,93 | 0,00  | 3  | 9     |
| 3   | Tatsuki Machida          | Japan    | 165,85 | 83,13 | 82,72 | 8,32 | 7,82 | 8,32 | 8,36 | 8,54 | 0,00  | 5  | 8     |
| 4   | Jason Brown              | USA      | 153,67 | 75,45 | 79,22 | 7,79 | 7,82 | 7,93 | 7,96 | 8,11 | −1,00 | 2  | 7     |
| 5   | Paul Bonifacio Parkinson | Italien  | 121,23 | 66,97 | 56,26 | 5,89 | 5,21 | 5,75 | 5,57 | 5,71 | −2,00 | 1  | 6     |

#### Par
| Pl. | Namn                                    | Nation   | TSP    | TP    | PPK   | ST   | Ö    | PU   | K    | IN   | A     | Nr | Poäng |
| --- | --------------------------------------- | -------- | ------ | ----- | ----- | ---- | ---- | ---- | ---- | ---- | ----- | -- | ----- |
| 1   | Ksenia Stolbova / Fjodor Klimov         | Ryssland | 135,09 | 67,03 | 68,06 | 8,39 | 8,29 | 8,57 | 8,61 | 8,68 | 0,00  | 5  | 10    |
| 2   | Kirsten Moore-Towers / Dylan Moscovitch | Kanada   | 129,74 | 64,89 | 64,85 | 8,14 | 7,82 | 8,25 | 8,11 | 8,21 | 0,00  | 4  | 9     |
| 3   | Stefania Berton / Ondřej Hotárek        | Italien  | 120,82 | 60,45 | 61,37 | 7,71 | 7,46 | 7,61 | 7,75 | 7,82 | −1,00 | 3  | 8     |
| 4   | Marissa Castelli / Simon Shnapir        | USA      | 117,94 | 60,27 | 58,67 | 7,32 | 7,21 | 7,39 | 7,32 | 7,43 | −1,00 | 2  | 7     |
| 5   | Narumi Takahashi / Ryuichi Kihara       | Japan    | 86,33  | 43,86 | 42,47 | 5,54 | 5,04 | 5,36 | 5,29 | 5,32 | 0,00  | 1  | 6     |

#### Isdans
| Pl. | Namn                              | Nation   | TSP    | TP    | PPK   | ST   | Ö    | PU   | K    | IN   | A     | Nr | Poäng |
| --- | --------------------------------- | -------- | ------ | ----- | ----- | ---- | ---- | ---- | ---- | ---- | ----- | -- | ----- |
| 1   | Meryl Davis / Charlie White       | USA      | 114,34 | 55,80 | 58,54 | 9,64 | 9,61 | 9,96 | 9,89 | 9,82 | 0,00  | 5  | 10    |
| 2   | Tessa Virtue / Scott Moir         | Kanada   | 107,56 | 50,37 | 57,19 | 9,50 | 9,32 | 9,64 | 9,68 | 9,68 | 0,00  | 4  | 9     |
| 3   | Elena Ilinych / Nikita Katsalapov | Ryssland | 103,48 | 50,36 | 54,12 | 9,00 | 8,68 | 9,25 | 9,25 | 9,18 | −1,00 | 3  | 8     |
| 4   | Charlène Guignard / Marco Fabbri  | Italien  | 81,25  | 41,33 | 39,92 | 6,71 | 6,43 | 6,75 | 6,82 | 6,71 | 0,00  | 2  | 7     |
| 5   | Cathy Reed / Chris Reed           | Japan    | 76,34  | 38,13 | 39,21 | 6,54 | 6,32 | 6,68 | 6,75 | 6,54 | −1,00 | 1  | 6     |

### Slutställning
Ryssland vann lagtävlingen med 75 poäng, 10 poäng före Kanadas lag och 15 poäng före USA:s lag.
| Pl. | Nation         | D-KP | H-KP | P-KP | I-KP | D-FP              | H-FP              | P-FP              | I-FP              | Poäng |
| --- | -------------- | ---- | ---- | ---- | ---- | ----------------- | ----------------- | ----------------- | ----------------- | ----- |
| 1   | Ryssland       | 10   | 9    | 10   | 8    | 10                | 10                | 10                | 8                 | 75    |
| 2   | Kanada         | 6    | 8    | 9    | 9    | 6                 | 9                 | 9                 | 9                 | 65    |
| 3   | USA            | 7    | 4    | 6    | 10   | 9                 | 7                 | 7                 | 10                | 60    |
| 4   | Italien        | 9    | 1    | 7    | 6    | 8                 | 6                 | 8                 | 7                 | 52    |
| 5   | Japan          | 8    | 10   | 3    | 3    | 7                 | 8                 | 6                 | 6                 | 51    |
| 6   | Frankrike      | 5    | 6    | 4    | 7    | kvalificerades ej | kvalificerades ej | kvalificerades ej | kvalificerades ej | 22    |
| 7   | Kina           | 4    | 7    | 8    | 1    | kvalificerades ej | kvalificerades ej | kvalificerades ej | kvalificerades ej | 20    |
| 8   | Tyskland       | 2    | 5    | 5    | 5    | kvalificerades ej | kvalificerades ej | kvalificerades ej | kvalificerades ej | 17    |
| 9   | Ukraina        | 3    | 3    | 2    | 2    | kvalificerades ej | kvalificerades ej | kvalificerades ej | kvalificerades ej | 10    |
| 10  | Storbritannien | 1    | 2    | 1    | 4    | kvalificerades ej | kvalificerades ej | kvalificerades ej | kvalificerades ej | 8     |